# Bengt Olle Bengtsson
Bengt Olle Bengtsson, född den 23 november 1946, död den 20 januari 2025 i Lund, var en svensk genetiker.
Bengtsson var professor i genetik vid Lunds universitet. Han var sedan 1986 ordförande i Mendelska sällskapet. Han var gift med Boel Berner.
Bengtssons har lånat sitt namn åt Bengtssons berså, belägen vid Genetikhuset på adressen Sölvegatan 29 i Lund.